# 佐々木仙一

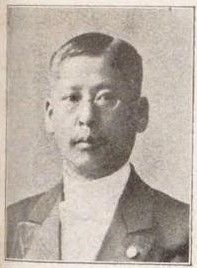
佐々木仙一

佐々木 仙一（ささき せんいち、1868年5月19日（明治元年4月27日） - 1921年（大正10年）1月15日）は、日本の政治家。衆議院議員（1期）。

## 経歴
広島県出身。呉市会議員、同参事会員、呉商工銀行頭取となる。
1912年の第11回衆議院議員総選挙において広島県郡部から立憲政友会公認で立候補して当選。衆議院議員を1期務めた。1915年の第12回衆議院議員総選挙には立候補しなかった。1921年死去。